# 柴达木盆地
柴达木盆地（藏語：ཚྭ་འདམ་གཤོང་，威利转写：tshwa 'dam gshong）地处青海省西北部，阿尔金山、祁连山和昆仑山之间，面積約為120,000平方公里。是中国三大内陆盆地之一，也是中国四大盆地之一。“柴达木”一名源自蒙古语意为“盐泽”或“盐碱地”。

## 地理
從地形上看，柴達木盆地是青藏高原東北部較低的地區。柴達木海拔約3,000米，在南部海拔約4,300米的西藏和北部海拔約1,100米的甘肅之間形成一道陸架。柴達木盆地與東面的青海湖之間有一道低分水嶺。儘管海拔相對青藏高原的其他地方來說較低，但柴達木的年平均氣溫仍然僅為2~4°C。柴达木盆地的面積約為120,000平方公里。其底質大致分為三個區塊：茫崖坳陷、北部斷裂帶和三湖坳陷。柴達木盆地四面環山，是一個內流盆地，也是地球上最乾旱的非極地地區之一，一些地方的干旱指數為0.008~0.04。柴達木盆地年平均降雨量僅為26毫米，但年平均蒸發量達3,000~3,200毫米。
由於降雨量少，盆地中的湖泊已經變成鹹水或完全乾涸。盆地內四個主要的窪地佔據了盆地面積的四分之一以上，自侏羅紀以來沉積的沉積物深達10到14公里。儘管構造活動一再改變了該地區的沉積中心，一些湖泊的季節性性質和商業開發使得準確的計數存在問題：一項統計認為流域內有27個湖泊，另一項估計有43個湖泊，總面積為16,509平方公里。柴达木盆地主要湖泊有东台吉乃尔湖、西台吉乃尔湖以及汇聚构成察尔汗盐湖的南霍鲁逊湖、北霍鲁逊湖、达布逊湖、涩聂湖等，均为盐湖。主要河流有那棱格勒河、柴达木河、素棱郭勒河与格尔木河等，均为内流河。乾旱、鹽分、晝夜和季節性溫度波動較大以及相對較高的紫外線輻射使得柴達木被中國地質調查局用於測試中國2020年火星探測器計劃的光譜學和設備。

## 地質
柴達木至少在10億年前就屬於華北克拉通的一部分，直到5.6億年前的新元古代末期。當時它是淺海中的一個島嶼，直到4億年前左右開始隆起，最終在2億年時重新併入大陸。三維模型顯示，自新生代開始以來，現今的盆地已被擠壓成不規則的菱形，印度板塊在5500~3500萬年之間開始影響古西藏海岸線。起初，柴達木的海拔要低得多。在岩心樣本中發現的花粉表明柴達木盆地的氣候在3400~2300萬年前的漸新世相對潮濕。在盆地西部緩慢形成了一個大湖，兩次主要的構造運動抬升並切斷了其原始沉積物來源。
在2300~500萬年前的中新世時，柴達木古湖達到了最大範圍，這個湖在目前2,800米海拔等高線處延伸超過300公里，是世界上最大的湖泊之一. 營養豐富的流入促進了浮游生物的大量繁殖，從而支持了建立有機碳儲備的生態系統。然而，青藏高原的隆起最終將其與溫暖潮濕的印度季風隔絕開來。盆地的環境從森林變成草原最後變成沙漠。到1200萬年前，氣候已經乾燥到足以將古柴達木湖分成數個小湖，這些小湖漸漸變成鹹水。在500~250萬年前的上新世期間，大部分沉積的中心在現在的冷湖，但在250萬年前以來的更新世，構造活動將沉積的焦點向察爾汗鹽湖轉移。在此期間，低溫氣候導致冰川在盆地中活動，而廣佈的砂岩證明了強風對盆地的風蝕作用。
從77萬年到3萬年前，這個曾經填滿盆地東南部大部分地區的巨大湖泊在淡水湖和鹹水湖之間交替出現了9次。花粉研究表明在過去50萬年中達布遜鹽湖盆地升高了約700米。在大約3萬年前時，淡水古柴達木湖面積至少25,000平方公里，比現在殘留的水面高50~60米。與此同時，從崑崙古湖注入其南部的察爾汗河為其帶來了大量的鋰鹽，這些鋰儲量來自布卡達坂山附近的溫泉，現在流入那棱格勒河，流經進入東台吉乃爾湖。3萬年前左右，崑崙古湖乾涸，被切斷了大部分淡水流入的古柴達木湖在大約2.5萬年再次變成了鹹水湖。盆地的持續形成和演化是由構成盆地北部邊界的阿爾金山斷層控制的。

## 資源
自2005年以來，該盆地的大型礦床引起了巨大的投資興趣。察爾汗鹽湖包括大約十個水域，含有超過500億公噸的鹽。柴達木是中國最重要的九個含油氣盆地之一，也是其最大的陸上生產中心。青海油田自1954年開始開採，包括冷湖、嘎斯庫勒、躍進2、花土溝油田和色北1、色北2、台南氣田。總計已探明石油儲量3.4765億噸和天然氣3066億立方米。年生產能力約為200萬噸石油和85億立方米天然氣。一條管道將花土溝油田與主要油田連接起來格爾木煉油廠，色北氣田與西寧、蘭州、銀川相連。

### 引注
1. ↑  中国河湖大典·西北诸河卷，第188頁.
2. ↑  蒙古语地名译音规则，第31頁.
3. 1 2  Meng & al. (2008), pp. 1–2.
4. 1 2 3 4 5  Warren (2016), p. 1104.
5. 1 2 3  Chen & al. (1986).
6. 1 2  Spencer & al. (1990)，第395頁.
7. ↑  ERLC，第3頁.
8. 1 2 3 4  Kong & al. (2018)，§2.
9. ↑  Fan & al. (2012).
10. ↑  , , Qinghai Institute of Salt Lakes,   [2022-08-16], （原始内容存档于2022-05-01）.
11. ↑  Kong & al. (2018)，§1–2.
12. ↑  Kong & al. (2018)，§4.
13. 1 2 3  CNPC，第2頁.
14. 1 2  Guo & al. (2017).
15. ↑  Scotese (2001).
16. ↑  Aitchison & al. (2007).
17. 1 2 3  Mao & al. (2017)，第48頁.
18. 1 2 3  Mao & al. (2017)，第49頁.
19. ↑  Huang & al. (1997)，第277頁.
20. ↑  Jiang & al. (2000)，第95 & 106頁.
21. 1 2  Zheng (1997), p. 149.
22. ↑  Yu & al. (2013)，第172–173頁.
23. ↑  Yu & al. (2013)，第177–178頁.
24. ↑  Yu & al. (2013)，第173頁.
25. ↑  CNPC，第8頁.
26. ↑  CNPC，第1頁.
27. ↑  CNPC，第17–18頁.
28. ↑  CNPC，第18頁.
29. ↑  CNPC，第18–19頁.

### 書目
- 《中国河湖大典》编纂委员会.  1. 北京: 中国水利水电出版社. 2014年8月. ISBN 978-7-5170-2566-5.
- 蒙古语地名译音规则（CHIV-801-1982）
- (PDF), , Beijing: China National Petroleum Corporation,   [2022-08-14], （原始内容存档于2021-04-23）.
- Aitchison, Jonathan C.;  et al, ,  112 (B5), 2007, Bibcode:2007JGRB..112.5423A, CiteSeerX 10.1.1.1008.2522 , ISSN 0148-0227, doi:10.1029/2006JB004706.
- Chen Kezao;  et al, ,  (54): 87–104, 1986, doi:10.1016/0031-0182(86)90119-7.
- Fan Qishun;  et al,  (PDF), Journal of Quaternary Science, 2012, 27 (8): 819–827  [2022-08-14], Bibcode:2012JQS....27..819F, S2CID 128821676, doi:10.1002/jqs.2572, （原始内容存档 (PDF)于2022-06-18）.
- Guo Jianming;  et al, ,  9 (1): 174–185, 2 June 2017  [2022-08-14], Bibcode:2017OGeo....9...15G, ISSN 2391-5447, doi:10.1515/geo-2017-0015 , （原始内容存档于2019-02-16）.
- Huang Qi;  et al, ,  15 (3), Beijing: Science Press: 271–278, 1997, S2CID 129491899, doi:10.1007/BF02850884.
- Jiang Dexin;  et al,  24 (1), Milton Park: Taylor & Francis: 95–112, January 2000, doi:10.2113/0240095.
- Kong Fanjing;  et al, ,  18 (10): 1243–1253, 1 October 2018, PMC 6205091 , PMID 29792755, doi:10.1089/ast.2018.1830.
- Mao Wenjing;  et al, ,  15 (1), Beijing: China University of Petroleum: 41–50, February 2018  [2022-08-14], doi:10.1007/s12182-017-0214-x , （原始内容存档于2022-08-14）.
- Meng Qingren;  et al, , , Special Paper No. 444, Geological Society of America, 2008, ISBN 978-0-8137-2444-7.
- Scotese, Christopher R., , , Paleomap Project, January 2001  [2022-08-14], （原始内容存档于2012-05-17）.
- Spencer, Ronald James;  et al,  (PDF), , Special Publication No. 2, Geochemical Society, 1990  [2022-08-14], （原始内容存档 (PDF)于2022-08-14）.
- Stanford, Edward, , London: China Inland Mission, 1917.
- Warren, John Keith, ,  2nd, Cham: Springer International: 1100–1109, 2016, ISBN 9783319135120.
- Yu Junqing;  et al,  (PDF),  (50), Amsterdam: Elvesier: 171–183,   [2022-08-14], doi:10.1016/j.oregeorev.2012.11.001, （原始内容存档于2003-06-20）.
- Zheng Mianping, , Dordrecht: Kluwer Academic Publishers, 1997, ISBN 9789401154581.